# دائرة وادي مرة
دائرة وادي مرة إحدى دوائر ولاية الأغواط الجزائرية . عاصمتها هي وادي مرة وتضم بلديات : 
- وادي مرة
- وادي مزي